# Derrick May
Derrick May (Detroit, 6 d'abril de 1963), també conegut com a Mayday o Rhythim Is Rhythim, és un productor de música electrònica estatunidenc. May és considerat un pioner de la música techno als anys 1980 juntament amb Juan Atkins i Kevin Saunderson, coneguts com els «Belleville Three».
La carrera de May va començar el 1987 amb la publicació del disc Nude Photo (compost amb Thomas Barnett), que va ajudar a consolidar l'escena techno a Detroit. Un any després produí un dels himnes emblemàtics de la música techno, «Strings of Life», el nom del qual va ser idea del DJ de Chicago Frankie Knuckles. Tot i la seva escassa producció discogràfica, May ha elaborat nombroses remescles del seu material antic per a bandes sonores de videojocs i de cinema. Combina aquesta labor de producció musical amb una intensa activitat com a DJ, essent reclamat internacionalment per tocar en clubs i festivals.

## Discografia

### Àlbums
- Innovador (1996)
- Mysterious Traveler (2002) (amb System 7)

### Remescles
- The Mayday Mix (1997)
- Derrick May x Air (2010)
- Derrick May x Air Vol. 2 (2011)
- Fact Mix 339 (2012)

### EP
- Innovator: Soundtrack for the Tenth Planet (1991)

### Senzills
- "Let's Go" (1986) (amb X-Ray)
- "Nude Photo" (1987) (com Rhythim Is Rhythim)
- "Strings of Life" (1987) (com Rhythim Is Rhythim)
- "It Is What It Is" (1988) (com Rhythim Is Rhythim)
- "Sinister" / "Wiggin" (1988) (com Mayday)
- "Beyond the Dance" (1989) (com Rhythim Is Rhythim)
- "The Beginning" (1990) (com Rhythim Is Rhythim)
- "Icon" / "Kao-tic Harmony" (1993) (com Rhythim Is Rhythim)

## Filmografia
- Universal Techno (1996).[6] Entrevistes amb Derrick May i altres músics al Michigan Theatre de Detroit sobre la inspiració de la música i de com el Detroit techno va esclatar a Europa i va ser ignorat als Estats Units.
- Modulacions (1998)[7]
- High Tech Soul (2006). Investiga les arrels profundes de la música techno al costat de la història cultural de Detroit, centrant-se amb els creadors del gènere (Juan Atkins, Derrick May i Kevin Saunderson) i analitzant les relacions i les lluites personals que hi ha darrere de la música.